# Leichtathletik-Europameisterschaften 1990/800 m der Frauen

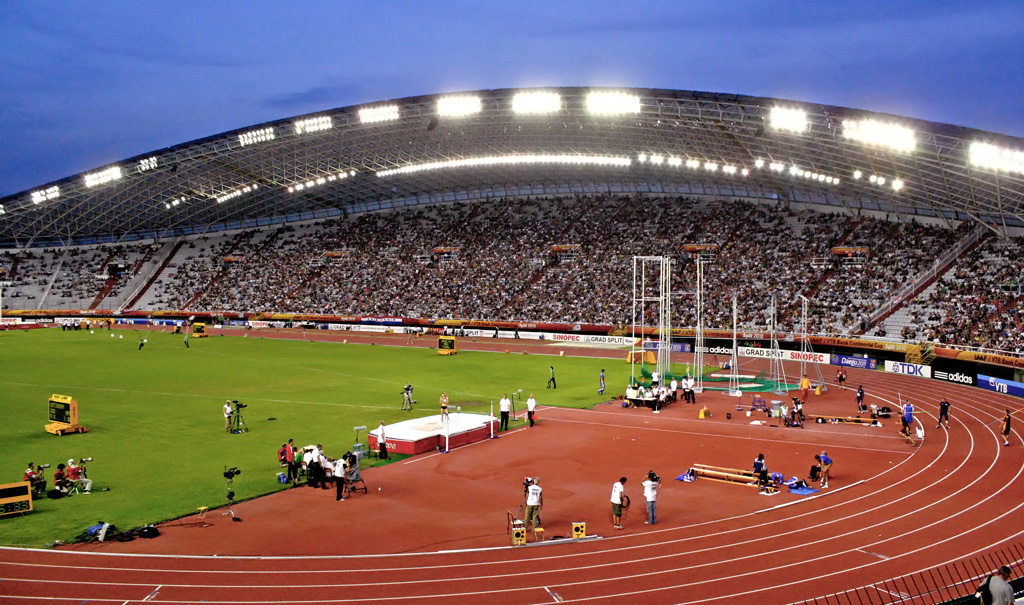
Das Stadion Poljud von Split im Jahr 2010

Der 800-Meter-Lauf der Frauen bei den Leichtathletik-Europameisterschaften 1990 wurde vom 27. bis 29. August 1990 im Stadion Poljud in Split ausgetragen.
In diesem Wettbewerb gab es einen Doppelsieg für die Läuferinnen der DDR. Europameisterin wurde die EM-Zweite von 1986, Weltmeisterin von 1987 und Olympiasiegerin von 1986 Sigrun Wodars. Die WM-Zweite von 1987 und Olympiazweite von 1988 Christine Wachtel errang die Silbermedaille. Bronze ging an Lilija Nurutdinowa aus der Sowjetunion.

## Bestehende Rekorde
| Weltrekord           | 1:53,28 min | Jarmila Kratochvílová | München, BR Deutschland | 26. Juli 1983     |
| Europarekord         | 1:53,28 min | Jarmila Kratochvílová | München, BR Deutschland | 26. Juli 1983     |
| Meisterschaftsrekord | 1:55,41 min | Olga Minejewa         | EM Athen, Griechenland  | 8. September 1982 |

Der bestehende EM-Rekord wurde bei diesen Europameisterschaften nicht erreicht. Die schnellste Zeit erzielte Europameisterin Sigrun Wodars aus der DDR im Finale mit 1:55,87 min, womit sie nur 46 Hundertstelsekunden über dem Rekord blieb. Zum Welt- und Europarekord fehlten ihr 2,13 s.

## Vorrunde
27. August 1990
Die Vorrunde wurde in drei Läufen durchgeführt. Die ersten vier Athletinnen pro Lauf – hellblau unterlegt – sowie die darüber hinaus vier zeitschnellsten Läuferinnen – hellgrün unterlegt – qualifizierten sich für das Halbfinale.

### Vorlauf 1
| Platz | Name             | Nation         | Zeit (min) |
| ----- | ---------------- | -------------- | ---------- |
| 1     | Sigrun Wodars    | DDR            | 2:00,31    |
| 2     | Ljubow Gurina    | Sowjetunion    | 2:00,47    |
| 3     | Ella Kovacs      | Rumänien       | 2:00,54    |
| 4     | Ellen van Langen | Niederlande    | 2:00,69    |
| 5     | Elsa Amaral      | Portugal       | 2:01,21    |
| 6     | Aurica Mitrea    | Rumänien       | 2:01,44    |
| 7     | Lorraine Baker   | Großbritannien | 2:02,04    |

### Vorlauf 2

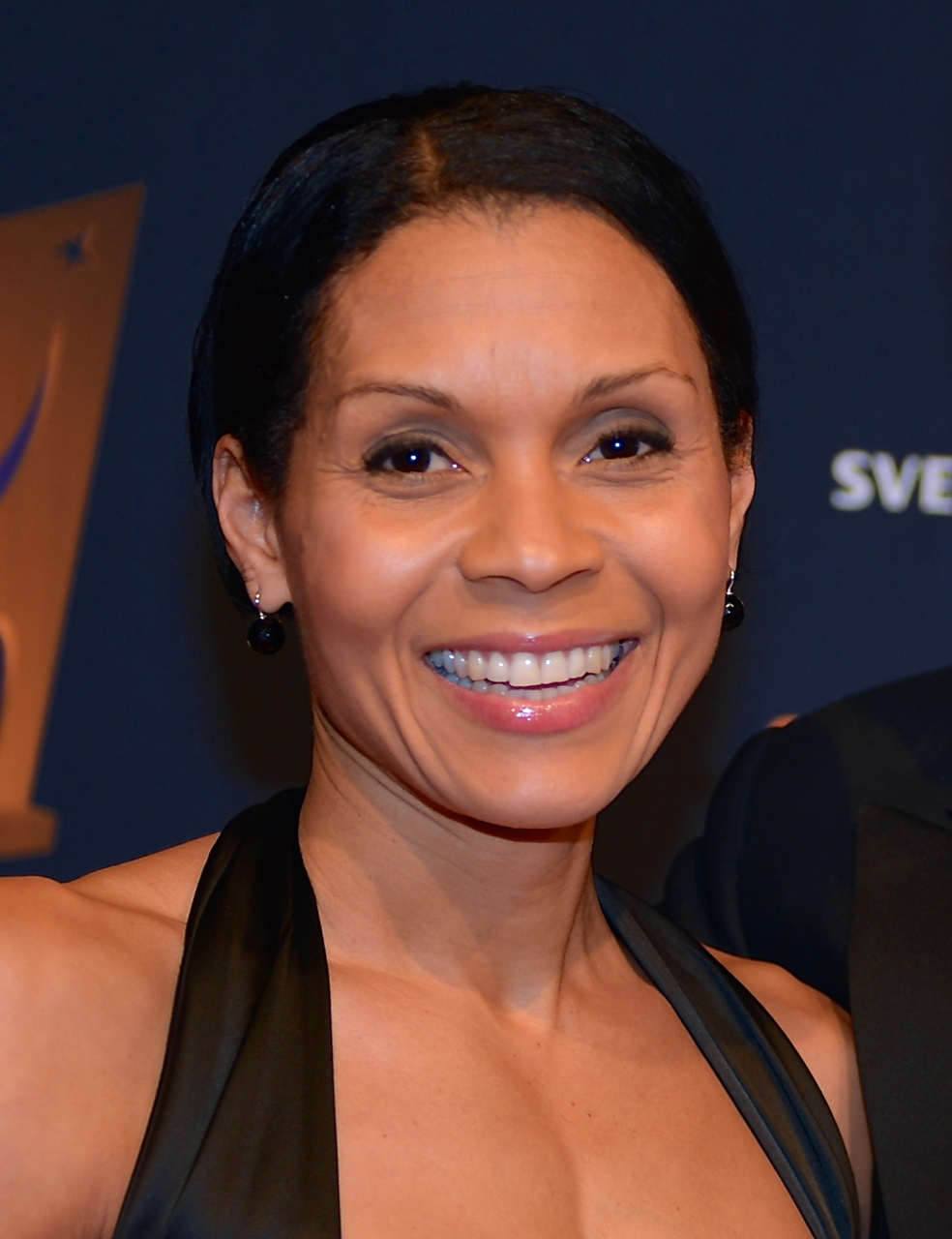
Maria Akraka (hier im Jahr 2014) schied als Sechste ihres Vorlaufs aus

| Platz | Name               | Nation         | Zeit (min) |
| ----- | ------------------ | -------------- | ---------- |
| 1     | Tudorița Chidu     | Rumänien       | 2:01,62    |
| 2     | Lilija Nurutdinowa | Sowjetunion    | 2:01,63    |
| 3     | Diane Edwards      | Großbritannien | 2:01,65    |
| 4     | Birte Bruhns       | DDR            | 2:01,95    |
| 5     | Nicoleta Tozzi     | Italien        | 2:02,65    |
| 6     | Maria Akraka       | Schweden       | 2:02,83    |
| 7     | Theresia Kiesl     | Österreich     | 2:06,44    |

### Vorlauf 3

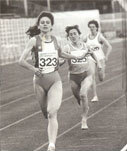
Um einen Platz verfehlte Slobodanka Čolović die Halbfinalteilnahme

| Platz | Name                   | Nation         | Zeit (min) |
| ----- | ---------------------- | -------------- | ---------- |
| 1     | Christine Wachtel      | DDR            | 2:00,82    |
| 2     | Tazzjana Hrabjantschuk | Sowjetunion    | 2:00,94    |
| 3     | Maite Zúñiga           | Spanien        | 2:01,13    |
| 4     | Aisling Molloy         | Irland         | 2:01,14    |
| 5     | Ann Williams           | Großbritannien | 2:01,22    |
| 6     | Gabriela Lesch         | BR Deutschland | 2:01,49    |
| 7     | Slobodanka Čolović     | Jugoslawien    | 2:01,95    |

## Halbfinale
28. August 1990
In den beiden Halbfinalläufen qualifizierten sich die jeweils ersten drei Athletinnen – hellblau unterlegt – sowie die darüber hinaus zwei zeitschnellsten Läuferinnen – hellgrün unterlegt – für das Finale.

### Lauf 1

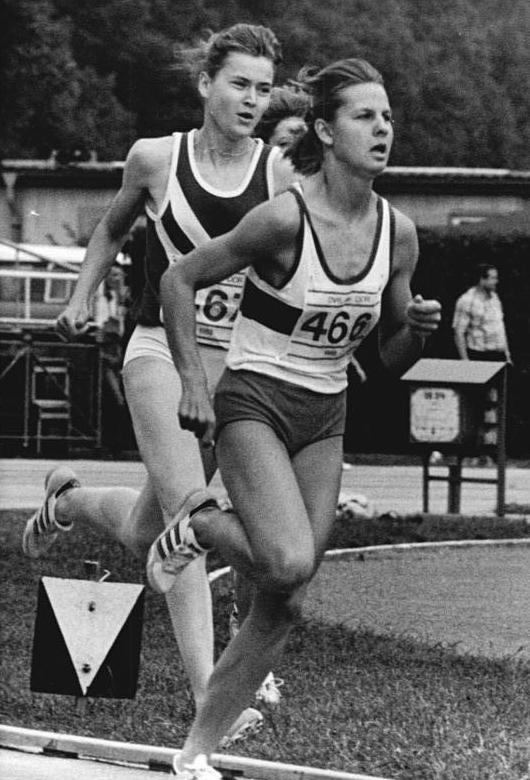
Birte Bruhns fünfter Rang reichte nicht für die Finalqualifikation

| Platz | Name                   | Nation         | Zeit (min) |
| ----- | ---------------------- | -------------- | ---------- |
| 1     | Sigrun Wodars          | GDR            | 2:01,03    |
| 2     | Ellen van Langen       | Niederlande    | 2:01,14    |
| 3     | Tudorița Chidu         | Rumänien       | 2:01,22    |
| 4     | Tazzjana Hrabjantschuk | Sowjetunion    | 2:01,45    |
| 5     | Birte Bruhns           | DDR            | 2:01,70    |
| 6     | Gabriela Lesch         | BR Deutschland | 2:02,01    |
| 7     | Ann Williams           | Großbritannien | 2:03,36    |
| 8     | Aisling Molloy         | Irland         | 2:04,20    |

### Lauf 2
| Platz | Name               | Nation         | Zeit (min) |
| ----- | ------------------ | -------------- | ---------- |
| 1     | Christine Wachtel  | DDR            | 1:59,60    |
| 2     | Ella Kovacs        | Rumänien       | 1:59,65    |
| 3     | Lilija Nurutdinowa | Sowjetunion    | 1:59,91    |
| 4     | Ljubow Gurina      | Sowjetunion    | 1:59,98    |
| 5     | Diane Edwards      | Großbritannien | 2:00,17    |
| 6     | Aurica Mitrea      | Rumänien       | 2:00,75    |
| 7     | Elsa Amaral        | Portugal       | 2:01,49    |
| 8     | Maite Zúñiga       | Spanien        | 2:01,81    |

## Finale

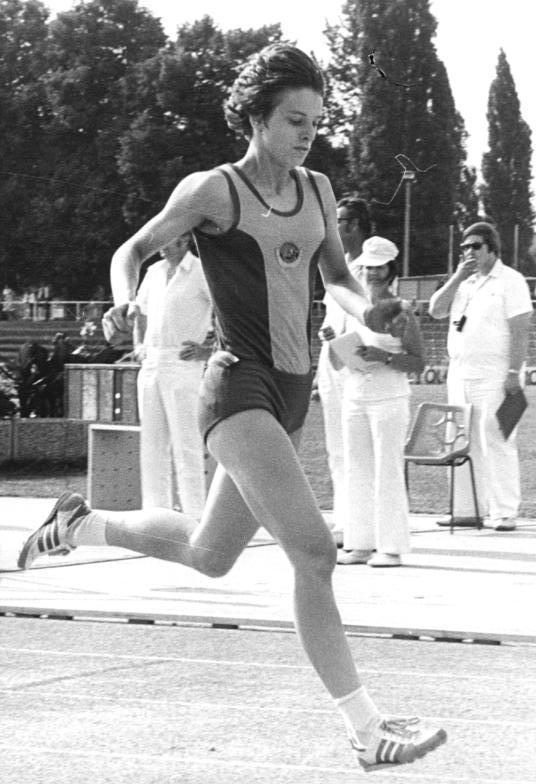
Die Vizeeuropameisterin von 1986 Sigrun Wodars setzte ihre Erfolgsserie nach Siegen bei den Weltmeisterschaften 1987 und den Olympischen Spielen 1988 fort

29. August 1990
| Platz | Name               | Nation         | Zeit (min) |
| ----- | ------------------ | -------------- | ---------- |
| 1     | Sigrun Wodars      | GDR            | 1:55,87    |
| 2     | Christine Wachtel  | DDR            | 1:56,11    |
| 3     | Lilija Nurutdinowa | Sowjetunion    | 1:57,39    |
| 4     | Ellen van Langen   | Niederlande    | 1:57,57    |
| 5     | Ella Kovacs        | Rumänien       | 1:58,33    |
| 6     | Tudorița Chidu     | Rumänien       | 1:59,09    |
| 7     | Ljubow Gurina      | Sowjetunion    | 1:59,59    |
| 8     | Diane Edwards      | Großbritannien | 2:02,62    |

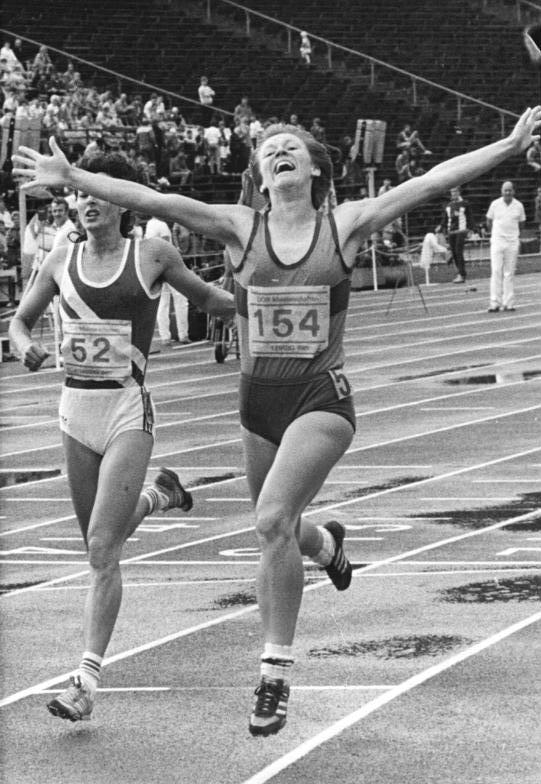
Mit ihrem zweiten Platz sorgte Christine Wachtel für dieselbe Reihenfolge auf den ersten beiden Rängen wie bei den Weltmeisterschaften 1987 und den Olympischen Spielen 1988
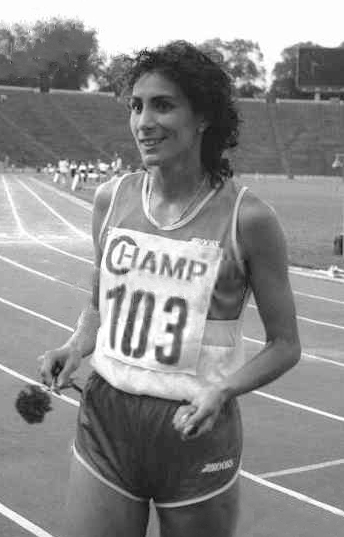
Ella Kovacs kam auf den fünften Platz – bei den Weltmeisterschaften 1991 und 1993 errang sie jeweils Bronze
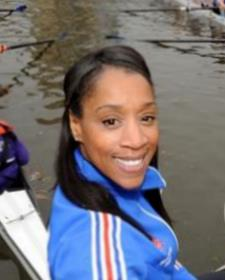
Diane Edwards, spätere Diane Modahl, 1986 noch im Halbfinale ausgeschieden, belegte Rang acht

## Videolinks
- 2937 European Track & Field 1990 Split 800m Women, www.youtube.com, abgerufen am 25. Dezember 2022
- Women's 800m Final European Champs in Split 1990, www.youtube.com, abgerufen am 25. Dezember 2022